# جاك دريبر
جاك دريبر (مواليد 22 ديسمبر 2001) هو لاعب تنس محترف بريطاني، أعلى تصنيف له في الفردي كان ال106 في مايو 2022.

## روابط خارجية
- جاك دريبر على موقع رابطة محترفي التنس (الإنجليزية)
- جاك دريبر على موقع الاتحاد الدولي لكرة المضرب (الإنجليزية)
- جاك دريبر على موقع كأس ديفيز (الإنجليزية)
- جاك دريبر على موقع بطولة ويمبلدون (الإنجليزية)
- جاك دريبر على موقع خلاصة التنس.كوم (الإنجليزية)